# Chết tế bào theo chương trình
Chết tế bào theo chương trình (tiếng Anh: Apoptosis, /ˌæpəˈtoʊsɪs/) là một quá trình của sự chết tế bào được lập trình (programmed cell death - PCD) xảy ra trong các sinh vật đa bào. Các sự kiện hóa sinh dẫn đến những thay đổi đặc trưng về hình thái của tế bào và dẫn tới cái chết của tế bào đó. Những sự thay đổi này bao gồm việc hình thành những chỗ phồng, việc tế bào bị mất phần bất đối xứng và các phần gắn lên màng tế bào, tế bào bị co rút lại, nhân tế bào bị phân chia thành từng mảnh nhỏ, nhiễm sắc chất bị co lại (xem bài kỳ trước) và DNA trong nhiễm sắc thể bị xắt nhỏ. (Xem thêm Sự tan vỡ của DNA trong chết rụng tế bào.) Trái với hoại tử, tế bào chết rụng phân rã thành các cấu trúc gọi là tiểu thể chết rụng và các tiểu thể này sẽ bị các thực bào xung quanh tiêu hóa trước khi các thành phần bên trong tế bào có thể tràn ra ngoài và gây hư hại cho các tế bào xung quanh.
Trái ngược với hoại tử, tức một dạng chết của tế bào do chấn thương có nguyên nhân từ các chấn thương cấp tính, quá trình chết tế bào theo chương trình (trong đó có chết rụng tế bào) đóng một vai trò quan trọng trong sự phát triển của động thực vật.
Các nghiên cứu liên quan đến chết rụng tế bào tăng mạnh từ đầu thập niên 1990. Bên cạnh tầm quan trọng của quá trình này dưới tư cách là một hiện tượng sinh học, những sai khuyết trong quá trình chết rụng cũng là nguyên nhân của nhiều bệnh khác nhau. Việc chết rụng tế bào quá mức gây ra teo các mô hay các cơ quan, ngược lại sẽ khiến tế bào sinh sôi nảy nở một cách mất kiểm soát và vô tội vạ như trong trường hợp của ung thư.
Chết rụng tế bào là kiểu chết tế bào được lập trình thông dụng nhất và được hiểu rõ nhất hiện nay. Trong nhiều trường hợp khái niệm chết tế bào được lập trình bị dùng lẫn lộn với khái niệm chết rụng tế bào.

## Danh pháp và từ nguyên
Nhà khoa học Đức August Christoph Carl Vogt là người đầu tiên mô tả nguyên lý của chết rụng tế bào vào năm 1842. Năm 1885, nhà giải phẫu học Walther Flemming đề xuất một miêu tả chính xác hơn về quá trình chết tế bào được lập trình. Tuy nhiên mãi tới năm 1965 chủ đề này mới được bàn thảo trở lại. Trong khi nghiên cứu các mô bằng kính hiển vi điện tử, John Foxton Ross Kerr tại Đại học Queensland đã có thể phân biệt quá trình chết rụng tế bào (tiếng Hy Lạp cổ: apo - từ/đứt/không có, ptosis - rơi, rụng) với hiện tượng tế bào chết do chấn thương. Sau khi xuất bản một bài báo miêu tả hiện tượng này, Kerr được Alastair R. Currie mời tham gia nghiên cứu cùng với mình và với học trò vừa tốt nghiệp của Currie, Andrew H. Wyllie, tại Đại học Aberdeen. Năm 1972, ba người xuất bản một bài báo có ảnh hưởng lớn về sau trên Tập san Ung thư của Anh (British Journal of Cancer). Ban đầu Kerr dùng thuật ngữ "tế bào chết hoại được lập trình" (programmed cell necrosis), tuy nhiên trong bài báo này quá trình đó được gọi là chết rụng tế bào (apoptosis). Kerr, Wyllie và Currie đã ghi công James Cormack, giáo sư môn tiếng Hy Lạp tại Đại học Aberdeen, trong việc đề nghị cái tên chết rụng tế bào. Kerr đã nhận Giải thưởng Paul Ehrlich và Ludwig Darmstaedter vào ngày 14 tháng 3 năm 2000 vì công trình mô tả quá trình chết rụng tế bào của ông. Kerr là người đồng lãnh giải với nhà sinh học Boston Howard Robert Horvitz. Giải Nobel Y học năm 2002 được trao thưởng cho Sydney Brenner, Horvitz và John Edward Sulston vì công trình của họ về quá trình chết rụng tế bào.
Trong tiếng Hy Lạp, chữ "apoptosis" mang nghĩa mô tả hiện tượng rụng lá và cánh hoa của cây. James Cormack sử dụng lại từ này trong y học hiện đại vì bản thân "apoptosis" cũng mang nghĩa liên quan đến y học thời Hy Lạp cổ đại. Hippocrates đã dùng thuật ngữ này để miêu tả "sự rơi xuống của xương". Galenus của Pergamon mở rộng định nghĩa này thành "sự rụng các mài, vảy". Rõ ràng Cormack biết các ý nghĩa này khi ông đề nghị cái tên "apoptosis". Tranh cãi xung quanh cách phát âm chuẩn xác của từ này tiếp tục xảy ra với hai luồng ý kiến: chữ p thứ hai là p câm (/æpəˈtoʊs[invalid input: 'ɨ']s/ ap-ə-TOH-sis) hay chữ p này được phát âm (/æpəpˈtoʊs[invalid input: 'ɨ']s/), như trong tiếng Hy Lạp cổ. Trong tiếng Anh, chữ p của nhóm phụ âm -pt- thường câm nếu đặt ở đầu từ (pterodactyl, Ptolemy,...), nhưng được phát âm khi có một nguyên âm đứng trước nó (helicopter, diptera, lepidoptera,...).
Trong bài báo của Kerr, Wyllie và Currier năm 1972 có một chú thích về cách phát âm như sau:
| “                          | Chúng tôi rất biết ơn Giáo sư James Cormack của Khoa Tiếng Hy Lạp thuộc Đại học Aberdeen vì đã đề xuất thuật ngữ này. Từ "apoptosis" được dùng trong tiếng Hy Lạp để miêu tả sự rụng của cánh hoa hay của lá từ cây. Để làm rõ về vấn đề từ nguyên, chúng tôi cho rằng trọng âm nằm ở âm tiết áp chót của từ, nửa phía sau của từ được phát âm tựa như "ptosis" với "p" câm, với gốc từ mang nghĩa "rơi, rụng" và đã được dùng để miêu tả chứng sụp mi. | ” |
| — Kerr, Wyllie và Currier, | |   |

## Quá trình
Quá trình chết rụng tế bào được điều tiết bởi nhiều tín hiệu, những tín hiệu này có thể đến từ bên ngoài tế bào hoặc ngay ở bên trong tế bào. Các tác động bên ngoài có thể bao hàm các chất độc, kích hãm tố, chất kích thích, mônôxít nitơ hay cytokine; chúng có thể đi xuyên qua lớp màng tế bào hay tác động theo cơ chế truyền tín hiệu để kích thích một phản ứng. Các tín hiệu này có thể là tích cực (khơi mào, kích thích) hoặc tiêu cực (ngăn chặn, ức chế,...) đối với quá trình chết rụng.
Tế bào phát tín hiệu chết rụng nội bào để phản ứng trước một ứng kích mà có thể gây ra sự tự hủy của tế bào. Các ứng kích này có thể là việc các thụ quan của nhân tế bào bị glucocorticoid bám dính, nhiệt, phóng xạ, thiếu hụt dinh dưỡng, nhiễm virút, hypoxia và việc nồng độ calci nội bào tăng bất bình thường, vân vân và vân vân, bằng việc gây tổn thương cho màng sinh chất, có thể kích hoạt việc giải phóng các tín hiệu chết rụng nội bào bởi một tế bào bị tổn thương. Một số thành phần của tế bào như poly ADP ribose polymerase cũng có thể đóng vai trò trong việc điều tiết quá trình chết rụng.
Trước khi quá trình chết thật sự của tế bào được kích thích bởi các enzyme, các tín hiệu chết rụng phải khiến cho các protein khơi mào chu trình chết rụng. Kết quả của bước này sẽ quyết định việc tín hiệu chết rụng sẽ gây ra cái chết cho tế bào hay quá trình chết rụng sẽ bị đình lại (vì tế bào không cần phải chết nữa). Một số protein tham gia vào quá trình này, tuy nhiên hiện nay mới có hai quá trình điều tiết chính được nhận diện: tác động vào ti thể về mặt chức năng hay truyền tín hiệu chết rụng trực tiếp thông qua các protein tiếp hợp tới cơ chế chết rụng. Một chu trình ngoại bào cho việc khơi mào được nhận diện trong một vài nghiên cứu về chất độc, đó là việc tăng nồng độ calci trong tế bào bởi các tác động của thuốc, điều này sẽ gây ra sự chết rụng thông qua calpain, một enzyme dạng protase có hoạt tính phụ thuộc vào việc calci bám vào nó.

### Điều hòa ở ti thể
Ti thể là một bào quan cần thiết cho cơ thể đa bào. Không có ti thể thì tế bào sẽ phải ngừng quá trình hô hấp hiếu khí và nhanh chóng chết sau đó; điều này được tận dụng triệt để trong quá trình chết rụng tế bào. Các protein chết rụng tác động lên ti thể theo nhiều cách khác nhau. Chúng có thể làm ti thể căng phồng lên bằng cách hình thành các lỗ trên màng ti thể, hay làm tăng tính thấm của màng ti thể và khiến các tác nhân gây chết rụng tràn ra ngoài tế bào chất. Cũng có những bằng chứng cho thấy mônôxít nitơ có khả năng kích thích quá trình chết rụng bằng cách thủ tiêu thế điện hóa màng sinh chất của ti thể và vì thế làm tăng tính thấm của chúng.
Ở các động vật có dây sống, ti thể đóng vai trò quan trọng trong chu trình nội tại của quá trình chết rụng. Cụ thể hơn, chu trình này phụ thuộc vào việc ti thể phóng thích một số chất nằm ở khoảng không gian giữa hai lớp màng ti thể vào trong tế bào chất nhằm khơi mào sự chết rụng.
Những protein của ti thể như các loại chất hoạt hóa thứ hai bắt nguồn từ ti thể của caspase (SMACs - second mitochondria-derived activator of caspases) được phóng thích vào tế bào chất sau khi tính thẩm thấu của màng ti thể tăng lên. Các chất hoạt hóa bám vào các chất ức chế của protein chết rụng (Inhibitor of apoptosis proteins - IAPs) và bất hoạt các chất ức chế này để chúng không thể ngăn cản quá trình chết rụng diễn ra. Những chất ức chế cũng thường có tác dụng ngăn chặn hoạt tính của một nhóm protease thuộc dạng cysteine mang tên caspase có tác dụng phân rã tế bào; vì vật các enzymephân rã tế bào được điều tiết một cách gián tiếp bởi tính thấm của màng ti thể.
Một protein ti thể đóng vai trò tối quan trọng trong quá trình chết rụng nội tại là cytochrome c (cyt c).. Cyt c được phóng thích khỏi ti thể bởi sự hình thành của một kênh dẫn mang tên kênh được kích thích bởi quá trình chết rụng ở ti thể (Mitochondrial apoptosis-induced channel - MAC) nằm trên lớp ngoại màng ti thể, và đóng vai trò như một cơ quan điều tiết vì chúng báo trước sự thay đổi về hình dạng có liên quan đến việc chết rụng. Một khi cytochrome c được phóng thích chúng bám vào các nhân tố kích hoạt protease chết rụng -1 (apoptotic protease activating factor - 1, Apaf-1) và ATP khiến chúng trải qua quá trình oligomer hóa và trở thành một phức hợp mang tên thể chết rụng (apoptosome). Các thể chết rụng cắt các tiền caspase-9, hoạt hóa chúng thành caspase-9 và caspase-9 lại hoạt hóa caspase-3 để caspase-3 thực hiện xử lý các protein nội bào.
Các kênh MAC, đôi khi được gọi là "lỗ thẩm thấu hóa ngoại màng ti thể" (Mitochondrial Outer Membrane Permeabilization Pore - MOMPP) được điều hòa bởi nhiều protein khác nhau, tỉ như các protein được mã hóa bởi họ gien chống chết rụng ở động vật có vú Bcl-2, gien đồng đẳng của ced-9, một gien nằm trong bộ máy di truyền của C. elegans. Các protein của Bcl-2 có khả năng thúc đẩy hay ức chế quá trình chết rụng bằng tác động trực tiếp lên kênh MAC/MOMPP. Bax hoặc/và Bak hình thành nên lỗ thẩm thấu hóa, trong khi Bcl-2, Bcl-xL hay Mcl-1 ngăn chặn chuyện này.

### Truyền tín hiệu trực tiếp

Tổng quan về chu trình truyền tín hiệu.

Hiện nay đã có hai thuyết về truyền tín hiệu trực tiếp của cơ chế chết rụng ở động vật có vú được đề xuất: thuyết kích thích bởi nhân tố hoại tử khối u (tumour necrosis factor - TNF) và thuyết trung gian gốc kết hợp Fas-Fas model, cả hai đều bao hàm sự bắt cặp của các thụ quan của họ chất Thụ quan nhân tố hoại tử khối u (TNF receptor -TNFR) với các tín hiệu bên ngoài.

#### Chu trình TNF

Tổng quan về truyền tín hiệu TNF trong chết rụng tế bào.

Nhân tố hoại tử khối u (TNF) là một cytokine được sản xuất bởi các đại thực bào được hoạt hóa, và là chất môi giới ngoại lai chủ yếu của binary hipaloptic apoptosis. Phần lớn các tế bào trong cơ thể người có hai thụ quan dành cho nhân tố hoại tử khối u: TNF-R1 và TNF-R2. Khi TNF-R1 bám vào TNF sẽ kích hoạt một chuỗi phản ứng dẫn đến việc hoạt hóa caspase thông qua protein màng trung gian mang tên "vực kết cấu chết gắn với thụ quan nhân tố hoại tử khối u" (TNF receptor-associated death domain - TRADD) và "vực kết cấu protein chết gắn với Fas" (Fas-associated death domain protein - FADD). Việc bám vào các thụ quan này có thể gián tiếp dẫn tới sự kích hoạt của nhân tố phiên mã liên quan tới sự tồn tại của tế bào và các phản ứng sưng viêm. Mối liên hệ giữa nhân tố hoại tử khối u với sự chết rụng tế bào cho thấy tại sao việc sản sinh nhân tố này một cách bất thường đóng vai trò chính trong một số bệnh ở người, nhất là bệnh tự dị ứng.

#### Chu trình Fas

Tổng quan về truyền tín hiệu Fas trong chết rụng tế bào.

Thụ quan Fas (còn được biết tới với tên Apo-1 hay CD95) bám vào gốc kết hợp FAS (Fas ligand - FasL), một protein xuyên màng và là một thành viên của họ TNF. Sự tương tác giữa Fas và FasL dẫn tới sự hình thành của "phức hợp tín hiệu kích hoạt chu trình chết" (death-inducing signaling complex - DISC), bao gồm FADD, caspase-8 và caspase-10. Trong một số loại tế bào (loại I), caspase-8 đã qua xử lý trực tiếp kích hoạt một số thành tố khác trong họ caspase và khơi mào cho quá trình chết rụng tế bào. Ở một số loại tế bào khác (loại II), phức hợp Fas-DISC khơi mào một chu trình hồi tiếp đề rồi việc phóng thích các nhân tố xúc tiến quá trình chết rụng từ ti thể và sự kích hoạt mang tính khuếch đại của caspase-8.

#### Các thành tố chung
Sau khi TNF-R1 và Fas được kích hoạt, một trạng thái cân bằng được thiết lập giữa các thành tố xúc tiến sự chết rụng (BAX, BID, BAK, or BAD) và các thành tố ức chế sự chết rụng (Bcl-Xl và Bcl-2) của họ Bcl-2. Sự cân bằng này là một phần của một cấu trúc đồng nhị trùng hình thành nên lớp màng ngoài của ti thể. Cấu trúc này cần thiết để giúp cho màng ti thể có tính thẩm thấu đủ để cho các chất hoạt hóa caspase như cytochrome c và SMAC tuồn ra tế bào chất. Sự điều tiết các protein xúc tiến sự chết rụng trong các tế bào thông thường chưa được hiểu thấu một cách hoàn toàn, tuy nhiên nhìn chung Bax hay Bak được kích hoạt bởi các protein BH3, một phần của họ Bcl-2.

##### Caspase
Caspase đóng vai trò trung tâm trong việc truyền tín hiệu chết rụng DR. Protein caspase là một enzyme dạng protease có cấu trúc được bảo tồn rất vững chắc, không phụ thuộc vào cysteine và là một aspartate đặc trưng. Có hai dạng caspase: caspase khai mào - caspase 8,10,9,2; và caspase phản ứng - caspase 3,7,6. Việc hoạt hóa caspase khai mào yêu cầu phải có một cấu trúc bám vào protein tiếp hợp đặc trưng dạng oligomer. Caspase khai mào đến lượt mình sẽ kích hoạt caspase phản ứng bằng cách "cắt gọt" caspase phản ứng qua một phản ứng phân giải protein. Lúc này caspase phản ứng sẽ thực thi việc xắt lát các protein nội bào như một phần của quá trình chết rụng tế bào.

#### Chu trình chết rụng không phụ thuộc vào caspase
Chu trình này được điều tiết bởi một nhân tố kích thích chết rụng (apoptosis-inducing factor -AIF).

## Diễn biến

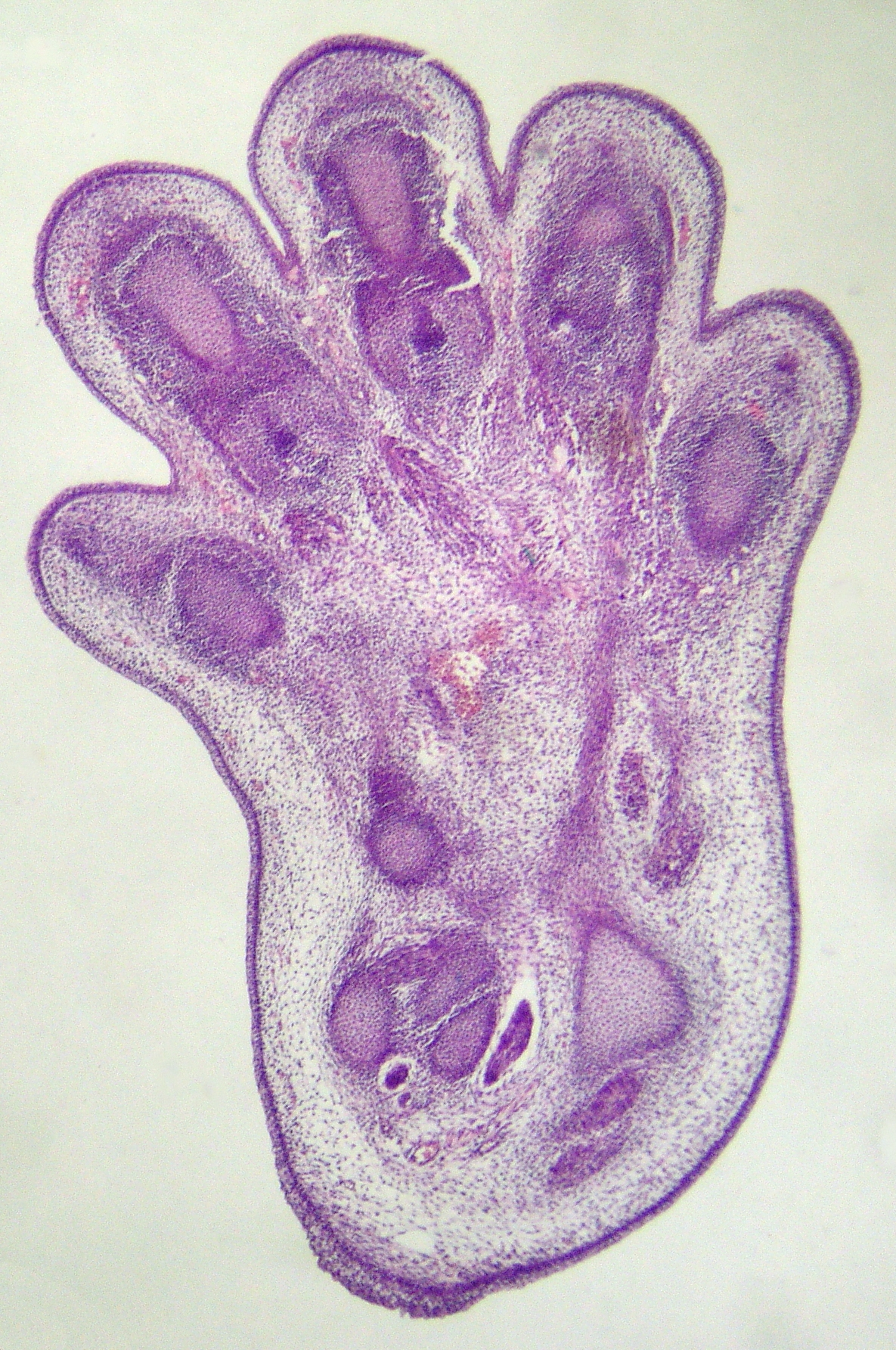
Hình chụp cắt lớp mô bàn chân phôi chuột (Mus musculus) 15,5 ngày tuổi. Giữa các ngón chân vẫn còn những tế bào. (Phôi chuột phát triển hoàn toàn sau 27 ngày - so sánh hình này với chân chuột trưởng thành.)

Nhiều chu trình và tín hiệu sẽ dẫn tới chết rụng tế bào, nhưng chỉ có một cơ chế duy nhất gây nên cái chết thật sự cho chúng. Sau khi nhận tín hiệu kích thích, tế bào trải qua một quá trình phân rã có tổ chức của các bào quan bằng cách hoạt hóa các enzyme phân giải protein caspase. Một tế bào trải qua quá trình chết rụng mang các đặc điểm hình thái đặc trưng sau:
1. Tế bào teo tóp lại và sự vê tròn được thấy rõ vì caspase đã phân giải phần khung tế bào làm bằng protein.
2. Tế bào chất trở nên đậm đặc hơn và các bào quan bị ép chặt lại.
3. Nhiễm sắc chất xoắn chặt lại trở thành một khối đính vào lớp màng bao quanh nhân trong quá trình cô đặc nhiễm sắc chất (pyknosis), một dấu hiệu nhận biết sự chết rụng tế bào.[29][30]
4. Lớp màng nhân trở nên không liên tục và DNA trong nhân bị phân rã trong quá trình phân rã nhân tế bào (karyorrhexis). Thế là nhân tế bào phân rã thành nhiều tiểu thể nhiễm sắc hay đơn vị thể nhân.[31]
5. Màng tế bào hình thành những chỗ phồng không theo một quy tắc nào.
6. Tế bào tan vỡ thành những túi tiết mang tên là tiểu thể chết rụng, các tiểu thể này sẽ bị các đại thực bào tiêu thụ.

Quá trình chết rụng diễn ra rất nhanh và sản phẩm của chúng cũng được xử lý rất nhanh vì thế rất khó phát hiện và ghi hình quá trình này. Trong giai đoạn phân rã nhân tế bào, enzyme endonuclease được hoạt hóa và DNA bị cắt thành những đoạn ngắn được xếp đều đặn theo kích thước. Khi thực hiện quá trình điện chuyển các đoạn DNA này trên thạch trắng chúng tụ tập lại thành những nhóm tạo nên dạng hình những nấc thang đặc trưng. Các thí nghiệm về thang DNA đã phân biệt quá trình chết rụng với chứng thiếu máu cục bộ hay hiện tượng tế bào chết do nhiễm độc.

### Loại bỏ các tế bào chết
Việc loại bỏ các tế bào chết bởi các thể thực bào xung quanh chúng được gọi efferocytosis. Các tế bào khi đạt đến giai đoạn cuối của quá trình chết rụng sẽ phát tín hiệu thực bào bằng việc đặt những protein đặc trưng như phosphatidylserine trên bề mặt của chúng. Phosphatidylserine thường được tìm thấy trên bề mặt tiếp xúc với tế bào chất của màng sinh chất nhưng trong quá trình chết rụng chúng được chuyển ra bề mặt ngoài của tế bào bởi một protein mang tên scramblase. Các phân tử này đánh dấu các tế bào chết rụng dùng cho quá trình thực bào bởi các tế bào khác mang các thụ quan thích hợp tỉ như đại thực bào. Khi nhận diện các tế bào chết rụng, thực bào sẽ tái sắp xếp hệ thống khung tế bào của mình để có thể thay đổi hình dạng nhằm nuốt trọn lấy các tế bào chết rụng và tiêu hóa chúng. Việc xử lý các tế bào chết rụng bởi thực bào diễn ra theo một trình tự có tổ chức sao cho phản ứng sưng viêm không bị kích hoạt.

## Bất hoạt quá trình chết rụng
Các gien tham gia quá trình chết rụng đã bị gỡ bỏ theo nhiều cách nhằm kiểm tra chức năng của các protein do chúng quy định. Một vài enzyme caspases, cùng với APAF-1 và FADD, bị đột biến để xác định các kiểu hình mới. Nhằm loại bỏ nhân tố hoại tử khối u (TNF), một đoạn exon bao hàm các nucleotide 3704-5364 đã bị gỡ bỏ khỏi bộ gien. Đoạn exon này mã hóa một phần của nhân tố hoại tử khối u hoàn chỉnh cũng như chuỗi dẫn đầu - đây là một đoạn protein được bảo tồn ở mức độ cao cần thiết cho proper intracellular processing. Những con chuột bị gỡ đoạn exon này phát triển bình thường và không có biểu hiện bất thường nào về hình thái cũng như về cấu trúc cơ thể. Tuy nhiên khi xét về khả năng miễn dịch trước hồng cầu cừu (SRBC - sheep red blood cells), những con chuột này gặp thiếu sót trong phản ứng tạo kháng thể; chúng tạo được mức độ IgM bình thường nhưng không tạo được mức độ IgG đáng kể.
Apaf-1 là một protein hoạt hóa caspase 9 bằng việc cắt bỏ đoạn polypeptide thừa để bắt đầu quá trình chết rụng. Vì đột biến bất hoạt gien APAF-1 sẽ giết chết sinh vật ngay từ thời kỳ bào thai, một bẫy gien được sử dụng để tạo ra một chú chuột có APAF-1 bị bất hoạt. Tức là, chức năng của gien sẽ bị làm nhiễu loạn bởi việc dung hợp các gien vởi nhau. Khi bẫy gien APAF-1 được đưa vào các tế bào, nhiều thay đổi về hình thái xảy ra như đốt sống bị nứt, các ngón không tách hoàn toàn khỏi nhau và não bị hở ra ngoài. Thêm vào đó, sau ngày thứ 12,5 của thai kỳ, cấu trúc não của phôi chuột có những thay đổi. Đáng chú ý là các tế bào APAF-1 lại được bảo vệ khỏi các yếu tố kích hoạt chết rụng như chiếu xạ.
Một chú chuột bị bất hoạt BAX-1 có não trước bình thường nhưng quá trình tự hủy tế bào ở một số nơi trong tủy sống suy giảm khến số tế bào thần kinh vận động tăng lên.
Enzyme caspase là một phần không thể thiếu của quá trình chết rụng, vì vậy việc bất hoạt gien mã hóa chúng gây ra các hậu quả với mức độ nghiêm trọng khác nhau. Bất hoạt caspase 9 khiến cấu trúc não trở nên bất bình thường một cách nghiệm trọng. Bất hoạt caspase 8 dẫn đến ngưng hoạt động hệ tuần hoàn và gây tử vong cho bào thai. Tuy nhiên với kỹ thuật tái tổ hợp cre-lox thì những cá thể chuột bị bất hoạt caspase 8 có thể sống sót và trong các cá thể này mức độ tế bào T thứ yếu tăng cao, kết quả của một phản ứng tế bào T thiếu hoàn thiện, cùng với a defect in neural tube closure. Đáng chú ý là những chú chuột này có tính đề kháng cao với quá trình chết rụng điều tiết bởi CD95, TNFR, vân vân nhưng không cao đối với quá trình chết rụng tạo bởi bức xạ tia cực tím, hóa trị và các yếu tố kích thích khác. Cuối cùng bất hoạt a caspase 3 tạo ra những nhóm tế bào bất thường ở não cùng với các biểu hiện bất thường trong việc chết rụng như trong quá trình hình thành chỗ phồng hay phân rã nhân.
Điểm đặc biệt của những con chuột bị loại bỏ gien trên là các kiểu hình của chúng nằm trong một khoảng rất hạn chế: cá thể bất hoạt Casp3, 9, APAF-1 có mô thần kinh dị thường còn chuột bất hoạt FADD và Casp 8 gặp những khiếm khuyết trong quá trình phát triển tim. Tuy nhiên các cơ quan còn lại vẫn phát triển bình thường và một số tế bào vẫn nhạy cảm với các yếu tố kích hoạt chết rụng - điều này chứng tỏ có những chu trình chết rụng khác tồn tại.

## Các bệnh tật liên quan đến quá trình chết rụng

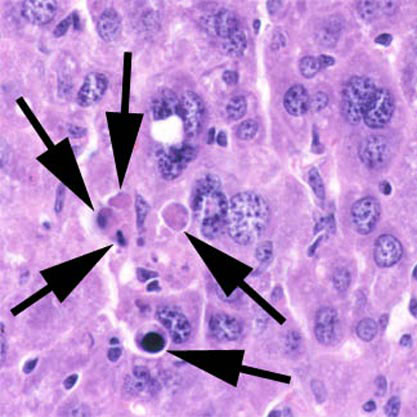
Hình chụp mô gan chuột với các tế bào chết rụng được đánh dấu bằng mũi tên.

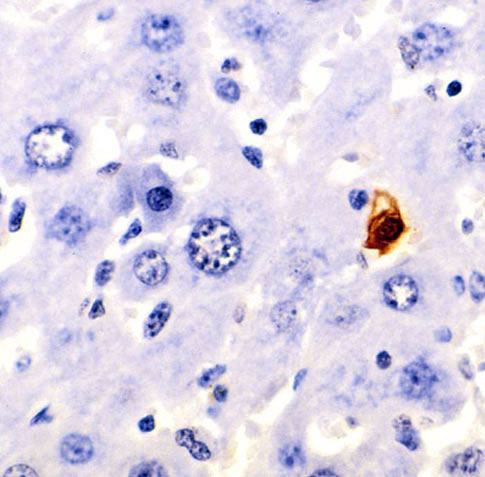
Hình chụp mô gan chuột được nhuộm, cho thấy các tế bào chết rụng (màu cam).

### Quá trình chết rụng bị sai hỏng
Có nhiều kiểu chu trình chết rụng bao hàm nhiều thành phần hóa học khác nhau, và nhiều phần trong đó chưa được hiểu rõ hoàn toàn. Vì đây là một chu trình mang tính tương đối liên tục trong tự nhiên, nó là một "nạn nhân" của tính nhân quả: loại bỏ hay thay đổi, chỉnh sửa một phần trong chu trình sẽ kéo theo một loạt những thay đổi ở những phần khác. Những sự thay đổi đó xảy ra trong cơ thể sống có thể sẽ dẫn đến những thảm họa như bệnh tật và rối loạn chức năng trong cơ thể. Bàn luận về tất cả các bệnh gây ra bởi sự thay đổi của các chu trình chết rụng có thể là thiếu thực tế, nhưng ý niệm chung của tất cả chúng là như nhau: chức năng bình thường của chu trình bị nhiễu loạn khiến tế bào mất khả năng thực thi quá trình chết rụng một cách bình thường. Điều này khiến các tế bào sống quá "hạn chết" của chúng và khi các tế bào già cỗi ấy sinh sôi nảy nở chúng truyền lại toàn bộ những khiếm khuyết trong tuổi già lại cho các tế bào con cháu; như vật là khả năng các tế bào này trở thành tế bào ung thư hay tế bào bệnh tật tăng lên đáng kể.
Một ví dụ của ý niệm này là quá trình phát triển của một bệnh ung thư phổi mang tên NCI-H460. Protein ức chế quá trình chết rụng liên kết với X (X-linked inhibitor of apoptosis protein, XIAP) biểu hiện quá mức trong dòng tế bào H460. XIAP bám vào các caspase-9 và ngăn cản tác động hoạt hóa chết rụng của cytochrome c, vì vậy việc biểu hiện quá mức của XIAP khiến số lượng chất kích thích chết rụng bị suy giảm. Hậu quả của việc này là tác nhân ức chế chết rụng lấn lướt các tác nhân kích thích và tế bào già cỗi tiếp tục sống và sinh sản dù đáng lẽ chúng phải chết từ lâu rồi.
Điều tiết bất thường của p53
Protein ức chế khối u p53 tích tụ khi DNA bị hư hỏng do một chuỗi nhân tố hóa sinh. Một phần của chu trình này bao gồm protein alpha và beta-interferon, chúng có chức năng kích thích sự phiên mã gien p53 và sản sinh protein này khiến hàm lượng p53 tăng và thúc đẩy quá trình chết rụng của tế bào ung thư. Protein p53 ngăn chặn tế bào nguyên phân bằng cách chặn chu kỳ tế bào tại giai đoạn G1 hay kỳ gian phân, điều này giúp tế bào có thêm thời gian để sửa chữa sai hổng, tuy nhiên p53 sẽ kích thích chết rụng tế bào nếu sai hỏng của nó quá nặng và không có khả năng sửa chữa. Bất kỳ sai sót nào trong sự điều tiết hoạt động của p53 hay các gien mã hóa interferon sẽ dẫn đến quá trình chết rụng bị suy giảm và khối u trong cơ thể hình thành.

### Ức chế sự chết rụng
Việc ức chế chết rụng có thể dẫn đến nhiều loại bệnh ung thư, bệnh tự miễn dịch, bệnh sưng viêm và bệnh do nhiễm virút. Ban đầu việc số lượng các tế bào tăng bất thường và tạo ra khối u được tin là do việc sinh sôi nảy nở của tế bào tăng mạnh; tuy nhiên bây giờ các nghiên cứu cho thấy việc suy giảm tốc độ chết của tế bào cũng là nguyên nhân của hiện tượng này. Loại bệnh phổ biến nhất trong nhóm này là ung thư, một căn bệnh trong đó tế bào sản sinh quá mức, thông thường được mô tả như là sự biểu hiện quá mức của họ protein ức chế chết rụng tế bào (IAP). Kết quả là các tế bào ác tính thể hiện sự phản hồi bất bình thường đối với các kích thích chết rụng: các gien điều tiết chu kỳ tế bào (p53, ras, c-myc) bị đột biến hay bất hoạt trong các tế bào ung thư và các gien khác (bcl-2,...) cũng có biểu hiện bị thay đổi trong các khối u.

#### Điều trị
Phương pháp chính điều trị các bệnh trên là làm tăng cường hay suy giảm độ nhạy của các tế bào bệnh đối với các tín hiệu chết rụng, điều này phụ thuộc vào bệnh có nguyên nhân là sự gia tăng quá mức hay suy giảm của quá trình chết rụng. Tỉ như đối với các tế bào mất khả năng chết rụng thì phương pháp điều trị là phục hồi khả năng này, và đối với tình trạng chết rụng quá mức thì làm gia tăng ngưỡng chết rụng đối với tế bào. Để kích thích việc chết rụng thì có thể làm gia tăng các gốc kết hợp thụ quan chết như TNF và TRAIL, triệt tiêu các chu trình của các Bcl-2 ức chế chết rụng, hay đưa vào cơ thể các nhân tố có tác dụng bắt chước protein Smac nhằm bất hoạt các IAP. Việc đưa vào cơ thể các tác chất như Herceptin, Iressa hay Gleevec có tác dụng ngăn chặn chu kỳ tế bào và kích hoạt chết rụng tế bào bằng việc chặn các tín hiệu sinh trưởng và tồn tại tác động lên tế bào. Cuối cùng, phức hợp p53-MDM2 có thể giúp thay đổi vị trí của p53 trong tế bào và nhờ đó kích hoạt chu trình p53, dẫn đến chu kỳ tế bào bị đình trệ và quá trình chết rụng diễn ra. Nhiều phương pháp khác cũng có thể được dùng để kích thích quá trình chết rụng tế bào ở nhiều nơi trong chu trình tín hiệu chết tế bào.

### Chết rụng quá mức
Ngược lại, việc mất kiểm soát quá trình chết rụng (dẫn đến chết rụng quá mức) có thể gây ra các bệnh liên quan tới tổn hại mô thần kinh, bệnh về máu và thương tổn mô nói chung. Sự phát triển của virút HIV có liên quan trực tiếp đến quá trình chết rụng quá mức và thiếu kiểm soát. Đối với một người khỏe mạnh, số lượng tế bào lympho CD4+ chết cân bằng với số CD4+ sinh ra trong tủy xương, tuy nhiên các bệnh nhân dương tính với HIV thì sự cân bằng này bị mất do tủy xương mất khả năng sản sinh CD4+. Tốc độ chết của CD4+ sẽ tăng vọt do quá trình chết rụng đã vượt quá kiểm soát.

#### Điều trị
Điều trị chủ yếu nhằm vào việc ức chế chết rụng bằng cách đồng thời ức chế các nhân tố kích thích chết rụng và kích hoạt các nhân tố ức chế chết rụng. Chu trình chết rụng Fas có thể bị chặn bởi protein ức chế dạng FLICE (FLICE-like inhibitory proteins - FLIP, có tác dụng ức chế các caspases-8 và -10), Bcl-2 (ngăn chặn cytochrome c bị phóng thích khỏi ti thể và ngăn caspase 9 khỏi bị kích hoạt), và CrmA (Cytokine response modifier A). Tăng cường nồng độ của các protein ức chế chết rụng IAP sẽ giúp bất hoạt một số caspase. Cuối cùng protein Akt, một enzyme loại kinase, kích thích tế bào tồn tại theo hai chu trình. Akt phospho hóa và bất hoạt Bas (một thành viên của họ protein Bcl-2), khiến Bas tương tác với 14-3-3 scaffold, dẫn đến Bcl phân rã và tế bào thoát chết. Akt cũng kích hoạt IKKα và từ đó kích hoạt NFkB giúp tế bào sống sót. NFkB sẽ kích thích các gien chống chết rụng trong tế bào.

### Sự phát triển của virút HIV trong cơ thể người bệnh
Sự phát triển của virút gây suy giảm miễn dịch ở người ở giai đoạn mới nhiễm virút thành giai đoạn phát bệnh AIDS chủ yếu do sự suy kiệt về số lượng các tế bào lympho CD4+ T giúp đỡ với tốc độ kinh khủng khiến tủy xương không đủ sức bổ sung lực lượng cho chúng và thế là sức mạnh hệ miễn dịch dần bị suy giảm. Một trong các cơ chế khiến đội ngũ tế bào T giúp bị suy kiệt chính là quá trình chết rụng, đây là hậu quả của các chu trình hóa sinh sau:
1. Enzyme của virút HIV bất hoạt các protein Bcl-2 có chức năng ức chế chết rụng. Tuy điều này không trực tiếp khiến tế bào chết nhưng nó sẽ châm ngòi cho tế bào T chết khi T nhận phải một tín hiệu thích hợp. Song song với việc đó, enzyme của HIV cũng kích hoạt các tiền caspase-8, điều này trực tiếp kích hoạt chu trình chết rụng nội tại điều hòa bởi ti thể.
2. HIV cũng có thể làm gia tăng nồng độ các protein kích thích quá trình chết rụng điều hòa bởi Fas.
3. Protein của HIV làm giảm hàm lượng glycoprotein đánh dấu của CD4 vốn nằm trên màng tế bào.
4. HIV phóng thích các phức hợp và protein gây chết rụng của chúng vào môi trường ngoại bào xung quanh và vì vậy các tế bào T giúp xung quanh cũng có thể vô tình "dính đạn".
5. HIV làm giảm quá trình sinh tổng hợp các phân tử tham gia vào quá trình "đánh dấu" tế bào chết rụng vì vậy virút có đủ thời gian trì hoãn để sao chép và sản sinh các nhân tố gây chết rụng và virion ra ngoài xung quanh.
6. Tế bào CD4+ bị nhiễm virút có thể nhận những tín hiệu chết từ tế bào T độc.

Tế bào có thể chết bởi một hậu quả trực tiếp từ việc nhiễm phải vi rút. Biểu hiện HIV-1 kích thích tubular cell G2/M arrest và chết rụng. Sự phát triển của bệnh từ giai đoạn nhiễm HIV sang giai đoạn phát bệnh AIDS không nhất thiết phải nhanh hay tức thời; các hoạt động gây hại của HIV đối với tế bào T CD4+ chỉ được phân loại là AIDS khi hàm lượng tế bào CD4+ của bệnh nhân xuống dưới mức 200.

### Nhiễm virút
Virút có thể khai mào quá trình chết rụng của tế bào bị nhiễm bằng nhiều cách khác nhau, bao gồm:
- Bám vào các thụ quan.
- Hoạt hóa protein kinase R (PKR).
- Tương tác với p53.
- Biểu hiện các protein virút bắt cặp với protein MHC nằm trên bề mặt của tế bào chủ, khiến chúng bị tế bào miễn dịch (tế bào T giết hay tế bào giết tự nhiên) nhận diện và kích thích chúng chết rụng.[43]

Phần lớn các virút mã hóa protein có khả năng ức chế chết rụng. Một vài virút mã hóa các đồng đẳng của Bcl-2 với chức năng bất hoạt các protein như BAX, BAK vốn cần thiết cho việc kích hoạt chết rụng. Ví dụ của các protein Bcl-2 phiên bản virút là protein BHRF1 của virút Epstein-Barr và E1B 19K của virút tuyến (adenovirus). Một số virút biểu hiện các chất ức chế caspase ví dụ như CrmA của virút đậu bò. Trong khi đó một số virút khác có thể sản sinh ra các sản phẩm bất hoạt các TNF và Fas như protein M-T2 virút bưới lành có thể bám vào TNF và ngăn chúng bám vào các thụ quan TNF để khơi mào một phản ứng. Ngoài ra, nhiều virút có thể sản sinh các chất bám vào p53 vá ức chế its transcriptional transactivation activity. Vì vậy p53 không thể kích hoạt chết rụng do nó không thể hoạt hóa các protein kích thích chết rụng. Protein E1B-55K của virút tuyến và HBx của virút viêm gan siêu vi B là các ví dụ điển hình.
Một điều đáng nói là virút có thể không bị ảnh hưởng bởi quá trình chết rụng, nhất là ở giai đoạn sau của quá trình nhiễm vào tế bào. Chúng có thể được chuyển ra ngoài tế bào trong các tiểu thể chết rụng và việc chúng bị nuốt trọn bởi các đại thực bào ngăn cản phản ứng tự vệ của các tế bào chủ chống lại chúng và giúp chúng phát tán nhanh hơn.

## "Chết rụng" ở thực vật
Chết tế bào được lập trình ở thực vật có nhiều điểm giống nhau ở cấp độ phân tử so với chết rụng ở động vật; tuy nhiên chúng cũng có những điểm khác mà đáng kể nhất là sự hiện diện của vách tế bào và sự thiếu hụt của một hệ miễn dịch với vai trò loại bỏ các phần của tế bào chết. Thay cho một phản ứng mang tính miễn dịch, tế bào sắp chết của thực vật tổng hợp các chất giúp phân giải chính bản thân nó và đưa các phần của tế bào vào không bào, cơ quan này sẽ vỡ ra khi tế bào chết. Việc quá trình này có giống với quá trình chết rụng của động vật ở mức độ đủ để áp dụng cái tên "chết rụng" (thay cho cái tên chung chung "Chết tế bào được lập trình" cho nó hay không đến nay vẫn chưa rõ.

## Quá trình chết rụng không phụ thuộc vào caspase
Quá trình này được nhận diện trong một vài nghiên cứu về độc tính và chất độc. Các nghiên cứu cho thấy khi các dược phẩm làm tăng nồng động ion calci trong tế bào thì calci sẽ bám vào protease calpain gây ra chết rụng.

## Dự đoán vị trí của protein chết rụng ở cấp độ dưới tế bào
Năm 2003, một phương pháp dự đoán protein chết rụng ở cấp độ dưới tế bào đã được phát triển. Ngay sau đó nhiều phương thức của kết cấu amino acid giả của Chou đã được phát triển cho việc cải thiện chất lượng của quá trình tiên đoán việc định vị các protein chết rụng ở dưới cấp độ tế bào chỉ dựa theo các thông tin về cấu trúc chuỗi polypeptide của chúng.